# Saison 3 de Lie to Me
Chronologie
Saison 2
Cet article présente les treize épisodes de la troisième saison de la série télévisée américaine Lie to Me.

## Synopsis
Le Dr Cal Lightman, scientifique expert en détection de mensonges par l'analyse de « micro-expressions », vend les services de son équipe aux services de l'État américain pour les aider à résoudre des enquêtes criminelles et civiles particulièrement difficiles à analyser.

## Distribution

### Acteurs principaux
- Tim Roth (VF : Nicolas Marié) : Dr Cal Lightman
- Kelli Williams (VF : Laura Préjean) : Dr Gillian Foster
- Monica Raymund (VF : Anne Dolan) : Ria Torres
- Brendan Hines (VF : Jean-Pierre Michaël) : Eli Loker
- Hayley McFarland (VF : Kelly Marot) : Emily Lightman

### Acteurs récurrents
- Jennifer Beals (VF : Danièle Douet) : Zoe Landau, avocate et ex-femme de Cal Lightman
- Kristen Ariza (VF : Maïté Monceau) : Heidi, la réceptionniste du groupe Lightman
- Jennifer Marsala (VF : Laurence Sacquet) : Anna
- Monique Gabriela Curnen (VF : Marjorie Frantz) : inspecteur Sharon Wallowski
- Shoshannah Stern (VF : Katy Varda) : Sarah
- Fahim Anwar (VF : Vincent de Bouard) : Charles, étudiant stagiaire
- Brandon Jones (en) (VF : Juan Llorca) : Liam

### Invités
- Shawn Doyle (VF : Philippe Valmont) : Mike Salinger (saison 3, épisode 1)
- Adam Godley (VF : Éric Missoffe) : Sandy Baxter (saison 3, épisode 1)
- Linda Purl (VF : Céline Monsarrat) : Meredith Spencer (saison 3, épisode 1)
- Sherri Saum (VF : Nathalie Spitzer) : Candice McAllister (saison 3, épisode 2)
- Brent Sexton (VF : Jean-François Aupied) : Thomas Fletcher (saison 3, épisode 2)
- Anna Gunn (VF : Nathalie Régnier) : Jenkins (saison 3, épisode 3)
- Tricia Helfer (VF : Laura Blanc) : Naomi Russel (saison 3, épisode 4)
- Chad L. Coleman (VF : Thierry Murzeau) : Daryl (saison 3, épisode 5)
- Ronnie Gene Blevins (en) (VF : David Krüger) : Hoodak (saison 3, épisode 5)
- Conor O'Farrell (VF : Guy Chapellier) : Bernard Dillon (épisode 5)
- Julia Campbell (VF : Marie-Martine Bisson) : Carol Ashford (saison 3, épisode 6)
- Michelle Clunie (VF : Marie Zidi) : Jane Prescott (saison 3, épisode 6)
- David Sutcliffe (VF : Maurice Decoster) : John Stafford / Carl Weatherly (saison 3, épisode 6)
- Annette O'Toole (VF : Brigitte Virtudes) : Veronica (saison 3, épisode 7)
- Barry Shabaka Henley (VF : Saïd Amadis) : Dr Vincent Olson (saison 3, épisode 7)
- Michael McGrady (en) : Gil Wallace
- Jim Beaver (VF : Jacques Bouanich) : Gus (saison 3, épisode 7)
- John Diehl (VF : Patrick Béthune) : Charlie Eaton (saison 3, épisode 7)
- Arye Gross (VF : Pierre Laurent) : Dr Hamill (saison 3, épisode 7)
- Frankie Faison (VF : Benoît Allemane) : Teddy (saison 3, épisode 8)
- Michael B. Jordan (VF : Benjamin Gasquet) : Key (saison 3, épisode 8 et 13)
- John Amos (VF : Jean-Claude Sachot) : Jim Weaver (saison 3, épisode 8)
- Lawrence Gilliard, Jr. (VF : Daniel Njo Lobé) : Marcus Weaver (saison 3, épisode 8)
- Keith Robinson (VF : Raphaël Cohen) : Rudy Weaver (saison 3, épisode 8)
- Enzo Cilenti (VF : Emmanuel Karsen) : John Lightman (saison 3, épisode 9)
- David Costabile (VF : Michel Papineschi) : Dr Mitch Grandon (saison 3, épisode 9)
- Dylan Minnette (VF : Arthur Pestel) : Noah Marber (saison 3, épisode 10)
- Samuel Page (VF : Damien Ferrette) : George Walker (saison 3, épisode 10)
- Victoria Pratt (VF : Vanina Pradier) : Lily Walker (saison 3, épisode 10)
- Gina Ravera (VF : Chantal Baroin) : Paula (saison 3, épisode 10)
- Annabeth Gish (VF : Véronique Augereau) : Ilene Clark (saison 3, épisode 11)
- Merle Dandridge (VF : Chantal Baroin) : Jan Ottinger (saison 3, épisode 11)
- Kathleen Rose Perkins  (VF : Sybille Tureau) : Colette Bradley (saison 3, épisode 12)
- Soren Fulton (VF : Alexis Tomassian) : Lane « LJ » Bradley Jr (saison 3, épisode 12)
- Doug Hutchison (VF : Thierry Kazazian) : Lane Bradley (saison 3, épisode 12)
- Ashton Holmes (VF : Donald Reignoux) : Zach Morstein (saison 3, épisode 13)
- Paul James (VF : Daniel Njo Lobé) : Kyle Putnam (saison 3, épisode 13)

## Liste des épisodes

### Épisode 1:Zone rouge
- États-Unis /  Canada : 4 octobre 2010 sur FOX / Global[1]
- France : 17 mars 2011 sur M6[2],[3]
- Québec : 7 septembre 2011 sur V
- Belgique : 15 mai 2012 sur RTL TVI
- Suisse : date inconnue sur TSR1

- États-Unis : 5,87 millions de téléspectateurs[4] (première diffusion)
- Canada : 1,23 million de téléspectateurs[5] (première diffusion)
- France : 3,05 millions de téléspectateurs (première diffusion)

### Épisode 2:La Poupée de pierre
- États-Unis /  Canada : 11 octobre 2010 sur FOX / Global
- France : 17 mars 2011 sur M6[3]
- Québec : 14 septembre 2011 sur V
- Belgique : 15 mai 2012 sur RTL TVI

- États-Unis : 5,44 millions de téléspectateurs[6] (première diffusion)
- France : 3,05 millions de téléspectateurs (première diffusion)

### Épisode 3:Protéger et Trahir
- États-Unis /  Canada : 18 octobre 2010 sur FOX / Global
- France : 24 mars 2011 sur M6[3]
- Québec : 21 septembre 2011 sur V
- Belgique : 22 mai 2012 sur RTL TVI

- États-Unis : 5,62 millions de téléspectateurs[7] (première diffusion)
- Canada : 1,29 million de téléspectateurs[8] (première diffusion)

- Anna Gunn (Jenkins)

### Épisode 4:Le Battement de cil du papillon
- États-Unis /  Canada : 25 octobre 2010 sur FOX / Global
- France : 24 mars 2011 sur M6[3]
- Québec : 28 septembre 2011 sur V
- Belgique : 22 mai 2012 sur RTL TVI

- États-Unis : 4,3 millions de téléspectateurs[9] (première diffusion)
- Canada : 1,25 million de téléspectateurs[10] (première diffusion)

- Tricia Helfer (Naomi Russel)

### Épisode 5:Les Gueules noires
- États-Unis /  Canada : 8 novembre 2010 sur FOX / Global
- France : 31 mars 2011 sur M6[3]
- Québec : 5 octobre 2011 sur V
- Belgique : 29 mai 2012 sur RTL TVI

- États-Unis : 5,23 millions de téléspectateurs[11] (première diffusion)

- Michael McGrady (Gil Wallace)

### Épisode 6:Le Visage du mal
- États-Unis /  Canada : 15 novembre 2010 sur FOX / Global
- France : 31 mars 2011 sur M6[3]
- Québec : 12 octobre 2011 sur V
- Belgique : 29 mai 2012 sur RTL TVI

- États-Unis : 5,94 millions de téléspectateurs[12] (première diffusion)

- David Sutcliffe (John Stafford / Carl Weatherly)

### Épisode 7:Memento
- États-Unis /  Canada : 22 novembre 2010 sur FOX / Global
- France : 7 avril 2011 sur M6[3]
- Québec : 19 octobre 2011 sur V
- Belgique : 5 juin 2012 sur RTL TVI

- États-Unis : 5,63 millions de téléspectateurs[13] (première diffusion)
- Canada : 1,44 million de téléspectateurs[14] (première diffusion)

- Annette O'Toole (Veronica)

### Épisode 8:Abel et Caïn
- États-Unis /  Canada : 29 novembre 2010 sur FOX / Global
- France : 7 avril 2011 sur M6[3]
- Québec : 26 octobre 2011 sur V
- Belgique : 5 juin 2012 sur RTL TVI

- États-Unis : 6,38 millions de téléspectateurs[15] (première diffusion)
- Canada : 1,3 million de téléspectateurs[16] (première diffusion)

### Épisode 9:Hallucinations
- États-Unis /  Canada : 10 janvier 2011 sur FOX / Global
- France : 14 avril 2011 sur M6[3]
- Québec : 2 novembre 2011 sur V
- Belgique : date inconnue sur BeTV

- États-Unis : 5,48 millions de téléspectateurs[17] (première diffusion) (première diffusion)
- Canada : 1,2 million de téléspectateurs[18] (première diffusion)

- David Costabile (Dr Grandon)

### Épisode 10:Le Bourreau des cœurs
- États-Unis /  Canada : 10 janvier 2011 sur FOX / Global
- France : 21 avril 2011 sur M6[3]
- Québec : 9 novembre 2011 sur V

- États-Unis : 5,43 millions de téléspectateurs[17] (première diffusion)
- Canada : 1,2 million de téléspectateurs[18] (première diffusion)

- Victoria Pratt (Lily Walker)
- Brandon Jones (Liam)
- Dylan Minnette (Noah)

### Épisode 11:Il n’y a pas de hasard
- États-Unis /  Canada : 17 janvier 2011 sur FOX / Global
- France : 5 mai 2011 sur M6[3]
- Québec : 16 novembre 2011 sur V

- États-Unis : 5,93 millions de téléspectateurs[19] (première diffusion)
- Canada : 1,51 million de téléspectateurs[20] (première diffusion)

- Annabeth Gish (Ilene)

### Épisode 12:Lorsque l’enfant disparaît
- États-Unis /  Canada : 24 janvier 2011 sur FOX / Global
- France : 12 mai 2011 sur M6[3]
- Québec : 23 novembre 2011 sur V

- États-Unis : 7,67 millions de téléspectateurs[21] (première diffusion)
- Canada : 1,48 million de téléspectateurs[22] (première diffusion)

### Épisode 13:Le Mauvais Génie
- États-Unis /  Canada : 31 janvier 2011 sur FOX / Global
- France : 12 mai 2011 sur M6[3]
- Québec : 30 novembre 2011 sur V

- États-Unis : 7,06 millions de téléspectateurs[23] (première diffusion)
- Canada : 1,24 million de téléspectateurs[24] (première diffusion)